# Hernán López de Yanguas

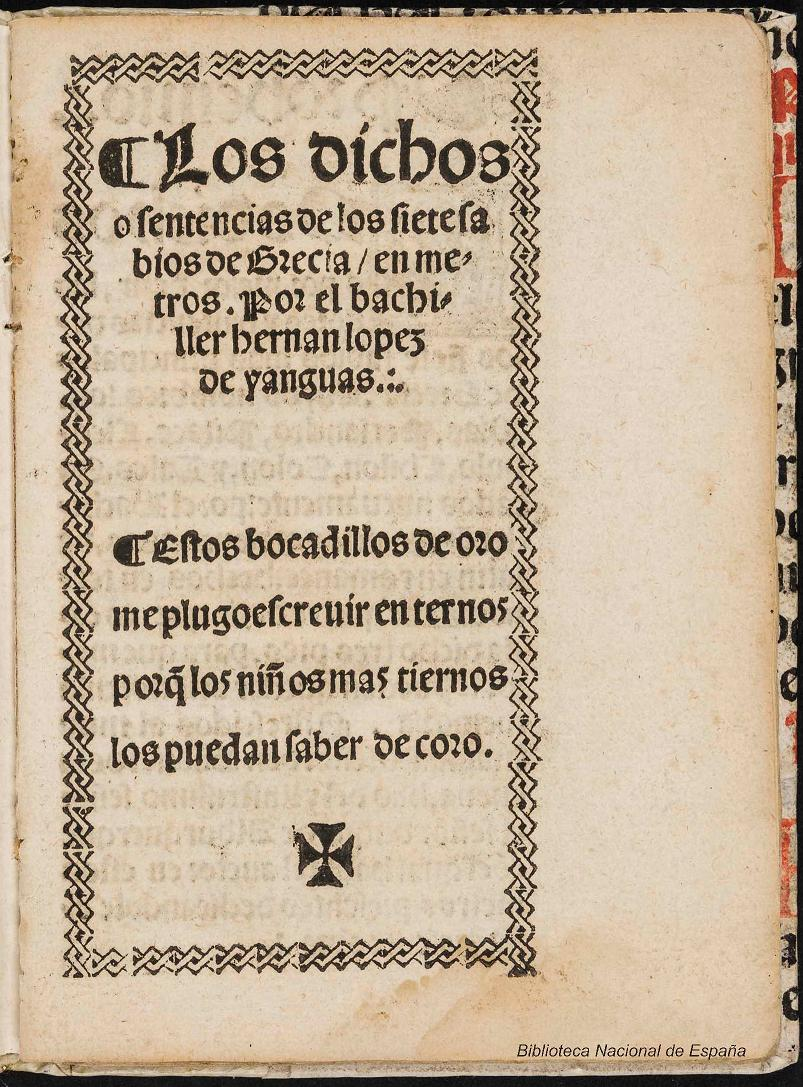
Los dichos o sentencias de los siete sabios de Grecia, 1542

Fernán o Hernán López de Yanguas (Yanguas, provincia de Soria, ca. 1487-¿?) fue un escritor, humanista, dramaturgo y paremiólogo español del Renacimiento.

## Biografía
Sus datos biográficos han sido muy discutidos; lo indudable es que fue bachiller y humanista al servicio de los Condes de Aguilar y después de los Duques de Alburquerque, y que en su tiempo fue muy popular y conocido, ya que lo nombran Juan de Valdés, Lorenzo Palmireno o Nicolás Antonio. 

## Obra
Se le atribuyen seis piezas escénicas de teatro cortesano, la Égloga y la Farsa de la Natividad, la Farsa Sacramental en coplas, la Farsa del Mundo y Moral (1524), la pacifista Farsa de la Concordia (h. 1529, sobre la Paz de Cambrai o Paz de las Damas) y la Farsa Turquesana. La Farsa sacramental en coplas (1520) se considera el más antiguo de los autos sacramentales. Hay edición moderna de su teatro.
Como humanista compuso algunas obras de carácter didáctico: reunió un libro de preguntas y respuestas de "filosofía natural" (Problemas o cinquenta vivas preguntas), compiló sentencias (Dichos de los siete sabios de Grecia en metro, Medina del Campo, 1543), escribió un lucianesco Diálogo del mosquito (Valencia, 1521) donde se medita sobre las miserias de la condición humana, y un debate alegórico que traduce parcialmente el Elogio de la locura de Erasmo de Róterdam con el título de Triunfos de locura (1521).